# Sergei Iwanowitsch Schtogrin

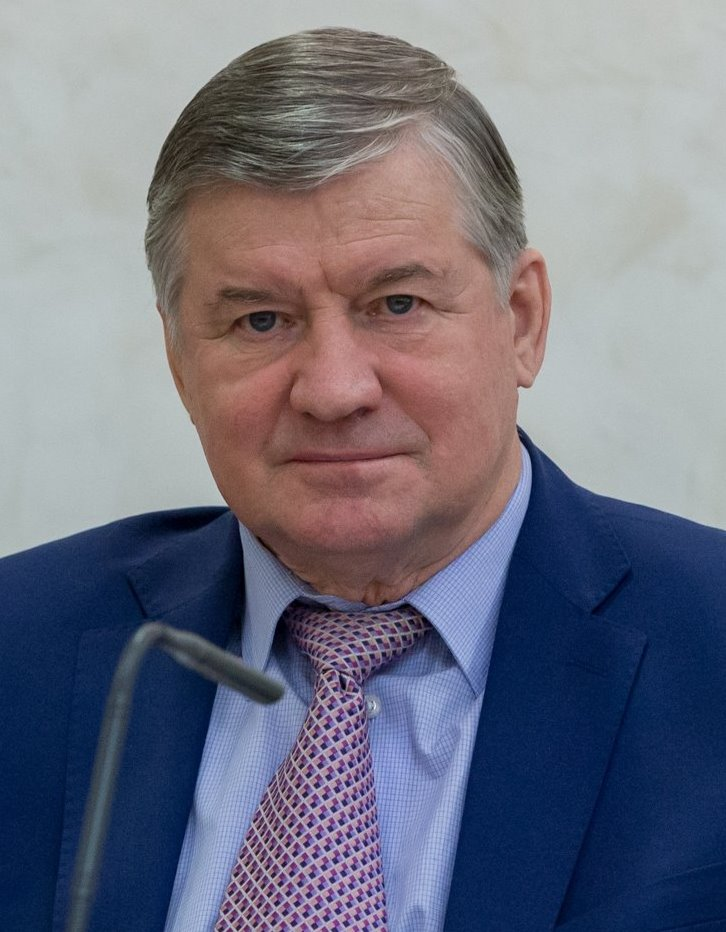
Sergei Schtogrin (2017)

Sergei Iwanowitsch Schtogrin (russisch Сергей Иванович Штогрин; * 21. Juli 1948 in Chabarowsk, Russische Sowjetrepublik, Sowjetunion) ist ein russischer Politiker der Kommunistischen Partei der Russischen Föderation (KPdRF).

## Leben
Schtogrin absolvierte 1971 sein Studium am Polytechnischen Institut in Komsomolsk am Amur. Von 1972 bis 1973 leistete er seinen Wehrdienst in der Sowjetarmee ab. 1983 war er in die Parteiführung der KPdSU der Jüdischen Autonomen Oblast in Birobidschan aufgestiegen.
Zwischen 1991 und 1995 war Schtogrin in der Finanzbranche tätig und leitete das Versicherungsunternehmen Logos. Von 1995 bis 2016 war er Mitglied der Staatsduma. Er war Abgeordneter der 2. (1995–1999), 3. (1999–2003), 4. (2003–2007), 5. (2007–2011) und bis 2013 der 6. Staatsduma (2011–2016) der Russischen Föderation. In der Föderationsversammlung repräsentierte er von 1995 bis 2013 die Jüdische Autonome Oblast.
Auf dem XIII. Parteitag wurde Schtogrin am 30. November 2008 ins Zentralkomitee der KPdRF gewählt.
Am 20. September 2013 wurde Schtogrin auf Vorschlag des russischen Präsidenten Wladimir Putin von der Staatsduma zum Auditor der Rechnungskammer der Russischen Föderation ernannt.

## Privates
Schtogrin ist verheiratet und hat drei Kinder.